# Acronicta warpachowskyi
Acronicta warpachowskyi är en fjärilsart som beskrevs av Krulikovski 1908. Acronicta warpachowskyi ingår i släktet Acronicta och familjen nattflyn. Inga underarter finns listade i Catalogue of Life.